# نادي شباب معن
نادي شباب معن الرياضي هو نادي رياضي فلسطيني في منطقة حي معن في محافظة خان يونس.

## اللاعبون
| اللاعب          | المركز |
| --------------- | ------ |
| عماد أبو جزر    | وسط    |
| معن نور الغلبان | وسط    |
| محمد البيوك     | وسط    |
| محمد جربوع      | وسط    |
| شريف زعرب       | وسط    |

## روابط خارجيه
- صفحة النادي على موقع فيسبوك